# Une nuit au Roxbury
Pour plus de détails, voir Fiche technique et Distribution.
Une nuit au Roxbury (A Night at the Roxbury) est une comédie américaine réalisée par John Fortenberry. À sa sortie au cinéma en 1998, le succès ne fut pas au rendez-vous.

## Synopsis
Les frères Butabi ont un rêve dans la vie : devenir les rois des nuits de Los Angeles ; pour cela, ils doivent absolument entrer dans la boîte la plus branchée de la ville, le Roxbury. Après avoir été refusés à l'entrée par le videur (Michael Clarke Duncan), le hasard fait qu'ils rencontrent l'acteur de 21 Jump Street, Richard Grieco, qui, pour éviter un procès, les fait entrer au Roxbury.

## Fiche technique
- Titre original : A Night at the Roxbury
- Titre français et québécois : Une nuit au Roxbury
- Réalisation : John Fortenberry
- Scénario : Will Ferrell, Chris Kattan, Steve Koren
- Photographie : Francis Kenny
- Production : Amy Heckerling, Lorne Michaels
- Durée : 82 min
- Genre : Comédie
- Dates de sortie :
  - 2 octobre 1998 (États-Unis et Canada)
  - 4 août 1999 (France)
- Classification : 
  - États-Unis : PG-13 Rated PG-13 for sex related humor, language and some drug content
  - France : tous publics

## Distribution
- Chris Kattan (VF : Marc Saez ; VQ : Gilbert Lachance) : Doug Butabi
- Will Ferrell (VF : Guillaume Orsat ; VQ : François Godin) : Steven 'Steve' Butabi
- Dan Hedaya (VF : Richard Leblond ; VQ : Manuel Tadros) : Kamehl Butabi
- Molly Shannon (VF : Brigitte Virtudes ; VQ : Chantal Baril) : Emily Sanderson
- Elisa Donovan (VF : Véronique Volta ; VQ : Camille Cyr-Desmarais) : Cambi
- Gigi Rice (VQ : Isabelle Leyrolles) : Vivica
- Richard Grieco (VF : Thierry Mercier ; VQ : Luis de Cespedes) : Lui-même
- Loni Anderson (VQ : Claudine Chatel) : Barbara Butabi
- Lochlyn Munro (VF : Ludovic Baugin ; VQ : Hugolin Chevrette) : Craig
- Chazz Palminteri (VF : Patrice Melennec ; VQ : Raymond Bouchard) : M. Zadir
- Michael Clarke Duncan (VF : Gary Euston ; VQ : Widemir Normil) : le videur du Roxbury
- Meredith Scott Lynn : Credit Vixen
- Mark McKinney (VQ : Sébastien Dhavernas) : Père Williams
- Jennifer Coolidge (VQ : Rafaëlle Leiris) : L'agente de police sexy
- Eva Mendes : la demoiselle d'honneur
- Colin Quinn (VQ : Marc Bellier) : Dooey

 Source et légende : version française (VF) sur RS Doublage
 Source et légende : version québécoise (VQ) sur Doublage.qc.ca

## Bande originale
1. What Is Love, Haddaway
2. Bamboogie (Radio Edit), Bamboo
3. Make That Money (Roxbury Remix), Robi Rob's Clubworld (en)
4. Disco Inferno, Cyndi Lauper
5. Da Ya Think I'm Sexy?, N-Trance featuring Rod Stewart
6. Pop Muzik, 3rd Party (en)
7. Insomnia (Monster Mix), Faithless
8. Be My Lover (en) (Club Mix), La Bouche
9. This Is Your Night (en), Amber
10. Beautiful Life (en), Ace of Base
11. Where Do You Go (en) (Ocean Drive Mix), No Mercy (en)
12. A Little Bit of Ecstasy, Jocelyn Enriquez (en)
13. What Is Love (Refreshmento Extro Radio Mix), Haddaway
14. Careless Whisper, Tamia
15. Stayin' Alive, Bee Gees
16. Nightmare, Brainbug
17. Rhythm Is a Dancer, Snap!

## Autour du film
- Le film est un peu une vitrine des musiques dance de la décennie 1990 avec des titres comme What Is Love du chanteur Haddaway ou Beautiful Life (en) du groupe Ace of Base.
- L'actrice américaine Eva Mendes y joue le rôle d'une demoiselle d'honneur. C'est une de ses toutes premières apparitions sur Grand écran. Elle retrouvera Will Ferrell douze ans plus tard pour Very Bad Cops (The Other Guys).
- Le film est basé sur une série de sketchs de l'émission américaine Saturday Night Live qui mettait en scène trois ringards interprétés par Chris Kattan, Will Ferrell et d'un troisième personnage interprété par l'invité de la semaine (comme Tom Hanks, Martin Short, Jim Carrey, Alec Baldwin, etc.) à la recherche de conquêtes en soirée. La scène où l'on voit les trois personnages, dont Jim Carrey, écouter What Is Love dans leur voiture en remuant la tête est devenue un mème Internet maintes fois parodié[3].